# Grand prix Bernard et Odile Tissot
Le Grand prix Bernard et Odile Tissot est un prix de l'Académie française des sciences, créé en 2004 pour « couronner les recherches scientifiques, conduites en sciences de la Terre et de l'Univers, permettant le meilleur usage de l'énergie dans le cadre du développement durable et du respect de l'environnement ». Il est en principe biennal et doté d'au moins 15 000 €,.
Bernard Tissot (1931-2022) est un ingénieur civil des mines et ingénieur géologue, spécialiste de la géologie et de la géochimie du pétrole et du gaz naturel. Il est l'auteur d'un traité de géochimie pétrolière et d'une centaine d'articles scientifiques dans les revues internationales. Il a été directeur général adjoint de l'Institut français du pétrole et membre de l'Académie des sciences.

## Lauréats
- 2005 : Jacqueline Lecourtier
- 2007 : François Baudin
- 2009 : Gil Michard
- 2014 : Jean-Noël Rouzaud[3]
- 2022 : Jean-François Lénat[4]